# 李倩 (歌手)
李倩，艺名“丽江小倩”，中国湖北人，常驻云南丽江各酒吧演唱，也出售自己的音乐CD。
丽江小倩的代表作《一瞬间》（原唱：野娃娃乐队）等歌曲在丽江各旅游点经常播放，成为许多丽江游客记忆的一部分。
丽江小倩出的歌唱专辑包括《倩语倩寻》、《随风起舞》等。
2013年她参加《中国梦之声》第一季选秀得以晋级，并被评委韩红赞许有加。在之后进入42进20的比赛中李倩被淘汰。